# Дино Диновски
Дино Диновски, известен като Петровалията, е български революционер, гевгелийски войвода на Вътрешната македоно-одринска революционна организация.

## Биография
Роден е в гевгелийското село Петрово, тогава в Османската империя, по чието име е наричн Петровалията. Влиза във ВМОРО. Става четник при Коста Христов Попето, а по-късно е самостоятелен войвода. Негови четници са Атанас Николов Дангалаков от Тушим, Трайко Баровски, Манол Джоров от Кукуш, Георги Димитров Боцин от Конско. През февруари 1902 година четата на Дино Диновски изпълнява смъртната присъда над легалните дейци в Гевгели Гоце Атанасов Вашилкин, Илия Попилиев и Петър Прилепчанина (Кръчмаря), след което избухва Гевгелийската афера.
Загива в Валанова нива край мъгленското село Тушим.